# Comuna Hylte
Hylte (Hylte kommun) este o comună din comitatul Hallands län, Suedia, cu o populație de 10.001 locuitori (2013).

## Geografie

### Zone urbane
Lista celor mai mari zone urbane din comună (anul 2015) conform Biroului Central de Statistică al Suediei:
| Nr | Zona urbană | Pop.  |
| -- | ----------- | ----- |
| 1  | Hyltebruk   | 3.992 |
| 2  | Torup       | 1.245 |
| 3  | Unnaryd     | 823   |
| 4  | Landeryd    | 404   |
| 5  | Rydöbruk    | 367   |
| 6  | Kinnared    | 309   |

## Demografie
| \| Evoluția demografică în comuna Hylte, 1970–2015 \| Evoluția demografică în comuna Hylte, 1970–2015 \| Evoluția demografică în comuna Hylte, 1970–2015 \| Evoluția demografică în comuna Hylte, 1970–2015 \| Evoluția demografică în comuna Hylte, 1970–2015 \| \| ----------------------------------------------------------------------------------------------------- \| ----------------------------------------------- \| ----------------------------------------------- \| ----------------------------------------------- \| ----------------------------------------------- \| \| An \| \| \| Locuitori \| \| \| 1970 \| 1970 \| \| 10990 \| 10990 \| \| 1975 \| 1975 \| \| 11152 \| 11152 \| \| 1980 \| 1980 \| \| 11211 \| 11211 \| \| 1985 \| 1985 \| \| 10841 \| 10841 \| \| 1990 \| 1990 \| \| 11143 \| 11143 \| \| 1995 \| 1995 \| \| 10963 \| 10963 \| \| 2000 \| 2000 \| \| 10479 \| 10479 \| \| 2005 \| 2005 \| \| 10368 \| 10368 \| \| 2010 \| 2010 \| \| 10177 \| 10177 \| \| 2015 \| 2015 \| \| 10514 \| 10514 \| \| Sursa: SCB - Statistika Centralbyrån, Folkmängd efter region, civilstånd, ålder och kön. År 1968–2016 \| \| \| \| \| |      |  |           |       |
| Evoluția demografică în comuna Hylte, 1970–2015 |      |  |           |       |
| An |      |  | Locuitori |       |
| 1970 | 1970 |  | 10990     | 10990 |
| 1975 | 1975 |  | 11152     | 11152 |
| 1980 | 1980 |  | 11211     | 11211 |
| 1985 | 1985 |  | 10841     | 10841 |
| 1990 | 1990 |  | 11143     | 11143 |
| 1995 | 1995 |  | 10963     | 10963 |
| 2000 | 2000 |  | 10479     | 10479 |
| 2005 | 2005 |  | 10368     | 10368 |
| 2010 | 2010 |  | 10177     | 10177 |
| 2015 | 2015 |  | 10514     | 10514 |
| Sursa: SCB - Statistika Centralbyrån, Folkmängd efter region, civilstånd, ålder och kön. År 1968–2016 |      |  |           |       |